# Казіньяна
Казіньяна (італ. Casignana, сиц. Casignana) — муніципалітет в Італії, у регіоні Калабрія,  метрополійне місто Реджо-Калабрія‎.
Казіньяна розташована на відстані близько 530 км на південний схід від Рима, 100 км на південний захід від Катандзаро, 37 км на схід від Реджо-Калабрії.
Населення — 777 осіб (2014).
Щорічний фестиваль відбувається 16 серпня. Покровитель — святий Рох.

## Демографія
Населення за роками:

Станом на 1 січня 2023 року в муніципалітеті офіційно проживало 18 іноземців з 7 країн, серед них 7 громадян країн Євросоюзу та 1 громадянин України.

## Сусідні муніципалітети
- Б'янко
- Боваліно
- Караффа-дель-Б'янко
- Сан-Лука
- Сант'Агата-дель-Б'янко